# Myricaceae

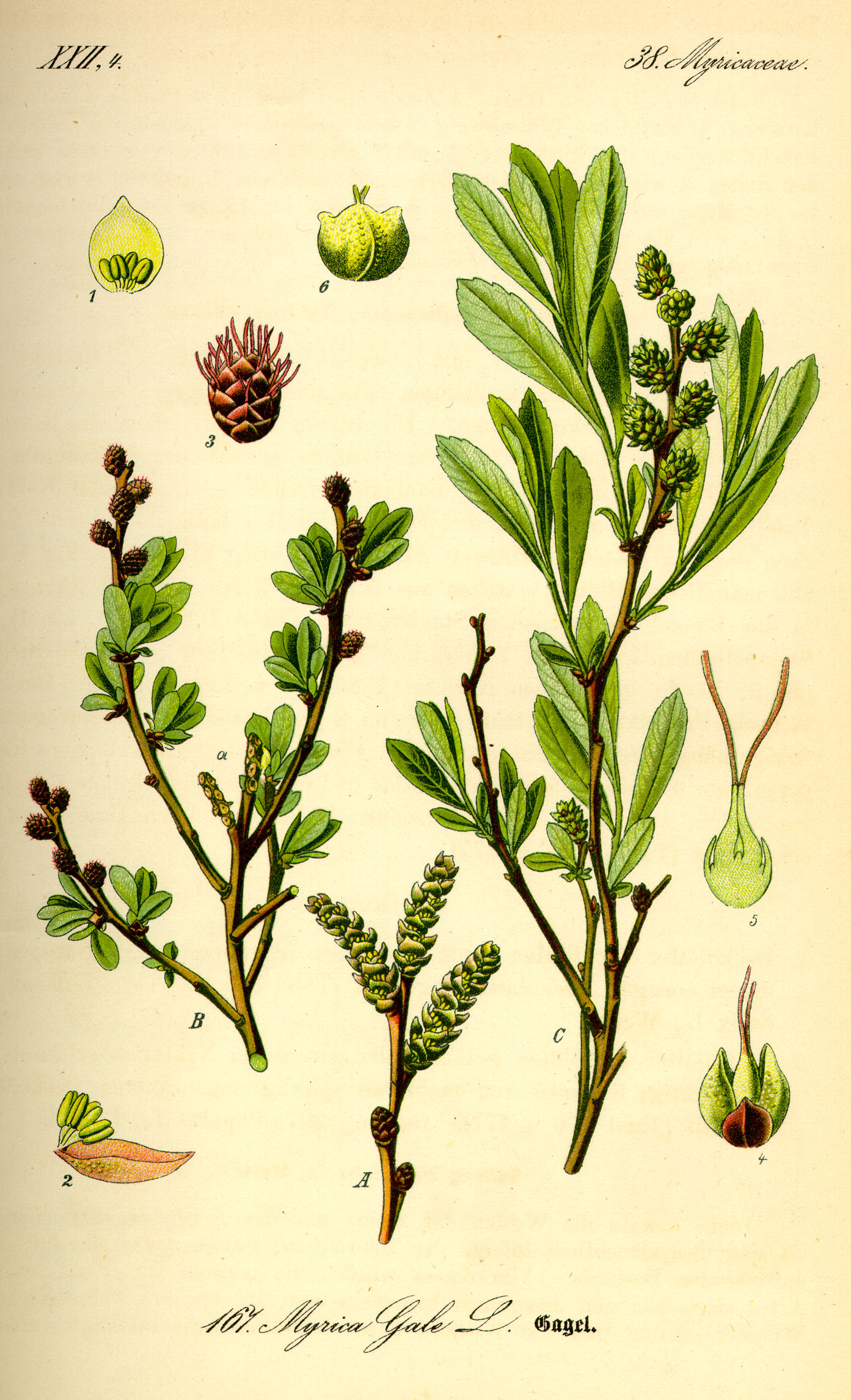
Myrica gale (ilustração mostrando plantas masculina e feminina em flor).

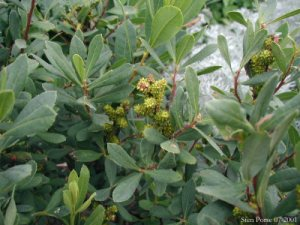
Myrica gale (planta feminina, com frutos imaturos).

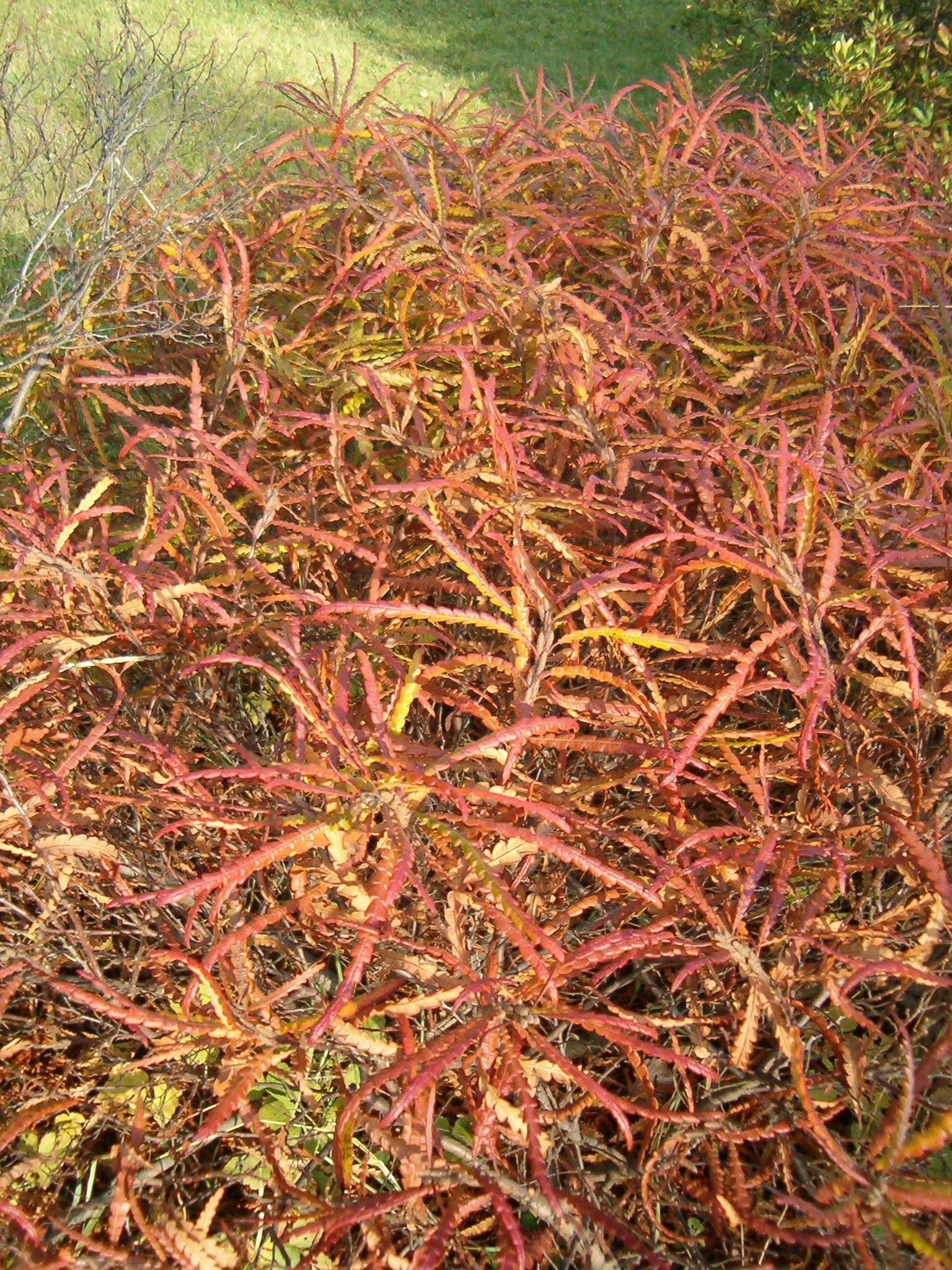
Comptonia peregrina: hábito e folhagem com coloração outonal.

Myricaceae é uma família de plantas com flor, pertencente à ordem Fagales, que agrupa cerca de 57 espécies de arbustos e pequenas árvores repartidas por 3 (alguns autores consideram 4) géneros. A família é nativa das regiões subtropicais e temperadas, com exclusão da Austrália, e integra espécies bem conhecidas como a faia-da-terra (ou samouco) e a comptónia usada para fins ornamentais.

## Descrição
A família Myricaceae, as miricáceas, agrega um pequeno grupo de arbustos e pequenas árvores dicotiledóneas da ordem Fagales. Na sua presente circunscrição taxonómica, a família inclui três géneros, embora alguns taxonomistas separem várias espécies de Myrica num quarto género designado por Morella.

### Morfologia
Todas as espécies desta família são plantas lenhosas, com hábito arbóreo ou arbustivo, monoicas ou dioicos, geralmente aromáticos e frequentemente pelúcido-ponteados, geralmente com pêlos glandulares multicelulares em forma de escudo. As raízes apresentam nódulos fixadores de azoto formados em simbiose com bactérias diazotróficas do género Frankia. Algumas espécies produzem resinas.
As folhas são de filotaxia alternada, normalmente num arranjo espiralado, perenifólias ou decíduas, pecioladas, simples, inteiras ou dentadas ou raramente pinatífidas a lobadas. Apenas a única espécie do género monotípico Comptonia apresta folhas profundamente partidas. As folhas da maioria das espécies apresenta odor agradável quando esmagadas. Apenas algumas espécies apresentam estípulas foliares.
As flores ocorrem em inflorescências axilares laterais, simples ou compostas, do tipo espiga ou panícula, por vezes em amentilhos flexuosos semelhantes aos das faias. As flores são unissexuais, pequenas, sem perianto, solitárias na axila de uma bráctea, com ou sem bractéolas. As flores masculinas com 2 a 30 estames, com filamentos muito curtos, livres ou soldados, anteras ditecas, quase verticais e com deiscência longitudinal. Geralmente não ocorrem  pistilódios. As flores femininas ocorrem em grupos de 2-4 por bráctea, com um pistilo solitário, com dois carpelos, e ovário unilocular com um único óvulo de placentação basal, erecta e ortotrópica. O estilete é curto, com 2 (3) ramos, com 2 (3) estigmas.
O fruto é drupáceo a nuciforme, com endocarpo duro e liso e exocarpo geralmente verrugoso e por vezes ceroso.  Por vezes, os frutos são recobertos por brácteas persistentes de suporte e protecção. As sementes são pobres em endosperma e o embrião é recto e com dois cotilédones carnudos de formato plano-convexo.

### Ecologia
As espécies desta família mantêm uma relação de simbiose com formação de nódulos radiculares capazes de fixar azoto atmosférico com bactérias diazotróficas da espécie Frankia alni.
A polinização é predominantemente feita por dispersão do pólen pelo vento (anemofilia).

### Distribuição
Família Myricaceae é subcosmopolita, com 3-4 géneros e cerca de 56 espécies, distribuídas nas zonas temperadas, subtropicais e nos trópicos, principalmente nas zonas montanhosas.
Na América tropical ocorre apenas um género cujas espécies até à pouco tempo foram incluídas no género Myrica. Contudo, nos últimos anos a maioria das espécies deste género, incluindo aquelas com frutos ceráceos nativas das Américas, são por vezes tratadas como parte do género Morella. A cera dos frutos é utilizada na fabricação de velas.

### Usos
As drupas das espécies cerosas são por vezes utilizadas para extracção de cera utilizada na confecção de velas aromáticas.
A espécie Myrica faya é utilizada na constituição de sebes e abrigos vivos para pomares e culturas susceptíveis ao vento. Algumas espécies, com destaque para a espécie Comptonia peregrina, são utilizadas como arbustos ornamentais em jardinagem e paisagismo.

## Filogenia e sistemática
A família Myricaceae foi inicialmente proposta em 1817 por Louis Claude Marie Richard na obra de Karl Sigismund Kunth intitulada Nova Genera et Species Plantarum, 4.ª edição, vol. 2, p. 16. O género tipo é Myrica.. Entre os sinónimos taxonómicos de Myricaceae Rich. ex Kunth contam-se Galeaceae Bubani, e Canacomyricaceae Baum.-Bod. ex Doweld, 2000

### Filogenia
A aplicação das técnicas da filogenética molecular sugere as seguintes relações das Myricaceae com as restantes famílias que integram a ordem Fagales:
|  | Myricaceae   |
|  |              |
|  | Juglandaceae |
|  |              |

|  | \| \| Ticodendraceae \| \| \| \| \| \| Betulaceae \| \| \| \| |
|  |                                                               |
|  | Casuarinaceae                                                 |
|  |                                                               |
|  | Ticodendraceae                                                |
|  |                                                               |
|  | Betulaceae                                                    |
|  |                                                               |

|  | Ticodendraceae |
|  |                |
|  | Betulaceae     |
|  |                |

|  | Myricaceae   |
|  |              |
|  | Juglandaceae |
|  |              |

|  | \| \| Ticodendraceae \| \| \| \| \| \| Betulaceae \| \| \| \| |
|  |                                                               |
|  | Casuarinaceae                                                 |
|  |                                                               |
|  | Ticodendraceae                                                |
|  |                                                               |
|  | Betulaceae                                                    |
|  |                                                               |

|  | Ticodendraceae |
|  |                |
|  | Betulaceae     |
|  |                |

|  | Myricaceae   |
|  |              |
|  | Juglandaceae |
|  |              |

|  | \| \| Ticodendraceae \| \| \| \| \| \| Betulaceae \| \| \| \| |
|  |                                                               |
|  | Casuarinaceae                                                 |
|  |                                                               |
|  | Ticodendraceae                                                |
|  |                                                               |
|  | Betulaceae                                                    |
|  |                                                               |

|  | Ticodendraceae |
|  |                |
|  | Betulaceae     |
|  |                |

|  | Myricaceae   |
|  |              |
|  | Juglandaceae |
|  |              |

|  | \| \| Ticodendraceae \| \| \| \| \| \| Betulaceae \| \| \| \| |
|  |                                                               |
|  | Casuarinaceae                                                 |
|  |                                                               |
|  | Ticodendraceae                                                |
|  |                                                               |
|  | Betulaceae                                                    |
|  |                                                               |

|  | Ticodendraceae |
|  |                |
|  | Betulaceae     |
|  |                |

|  | Myricaceae   |
|  |              |
|  | Juglandaceae |
|  |              |

|  | \| \| Ticodendraceae \| \| \| \| \| \| Betulaceae \| \| \| \| |
|  |                                                               |
|  | Casuarinaceae                                                 |
|  |                                                               |
|  | Ticodendraceae                                                |
|  |                                                               |
|  | Betulaceae                                                    |
|  |                                                               |

|  | Ticodendraceae |
|  |                |
|  | Betulaceae     |
|  |                |

|  | Myricaceae   |
|  |              |
|  | Juglandaceae |
|  |              |

|  | \| \| Ticodendraceae \| \| \| \| \| \| Betulaceae \| \| \| \| |
|  |                                                               |
|  | Casuarinaceae                                                 |
|  |                                                               |
|  | Ticodendraceae                                                |
|  |                                                               |
|  | Betulaceae                                                    |
|  |                                                               |

|  | Ticodendraceae |
|  |                |
|  | Betulaceae     |
|  |                |

|  | Myricaceae   |
|  |              |
|  | Juglandaceae |
|  |              |

|  | \| \| Ticodendraceae \| \| \| \| \| \| Betulaceae \| \| \| \| |
|  |                                                               |
|  | Casuarinaceae                                                 |
|  |                                                               |
|  | Ticodendraceae                                                |
|  |                                                               |
|  | Betulaceae                                                    |
|  |                                                               |

|  | Ticodendraceae |
|  |                |
|  | Betulaceae     |
|  |                |

|  | Myricaceae   |
|  |              |
|  | Juglandaceae |
|  |              |

|  | \| \| Ticodendraceae \| \| \| \| \| \| Betulaceae \| \| \| \| |
|  |                                                               |
|  | Casuarinaceae                                                 |
|  |                                                               |
|  | Ticodendraceae                                                |
|  |                                                               |
|  | Betulaceae                                                    |
|  |                                                               |

|  | Ticodendraceae |
|  |                |
|  | Betulaceae     |
|  |                |

|  | Myricaceae   |
|  |              |
|  | Juglandaceae |
|  |              |

|  | \| \| Ticodendraceae \| \| \| \| \| \| Betulaceae \| \| \| \| |
|  |                                                               |
|  | Casuarinaceae                                                 |
|  |                                                               |
|  | Ticodendraceae                                                |
|  |                                                               |
|  | Betulaceae                                                    |
|  |                                                               |

|  | Ticodendraceae |
|  |                |
|  | Betulaceae     |
|  |                |

|  | Myricaceae   |
|  |              |
|  | Juglandaceae |
|  |              |

|  | \| \| Ticodendraceae \| \| \| \| \| \| Betulaceae \| \| \| \| |
|  |                                                               |
|  | Casuarinaceae                                                 |
|  |                                                               |
|  | Ticodendraceae                                                |
|  |                                                               |
|  | Betulaceae                                                    |
|  |                                                               |

|  | Ticodendraceae |
|  |                |
|  | Betulaceae     |
|  |                |

|  | Myricaceae   |
|  |              |
|  | Juglandaceae |
|  |              |

|  | \| \| Ticodendraceae \| \| \| \| \| \| Betulaceae \| \| \| \| |
|  |                                                               |
|  | Casuarinaceae                                                 |
|  |                                                               |
|  | Ticodendraceae                                                |
|  |                                                               |
|  | Betulaceae                                                    |
|  |                                                               |

|  | Ticodendraceae |
|  |                |
|  | Betulaceae     |
|  |                |

|  | Myricaceae   |
|  |              |
|  | Juglandaceae |
|  |              |

|  | \| \| Ticodendraceae \| \| \| \| \| \| Betulaceae \| \| \| \| |
|  |                                                               |
|  | Casuarinaceae                                                 |
|  |                                                               |
|  | Ticodendraceae                                                |
|  |                                                               |
|  | Betulaceae                                                    |
|  |                                                               |

|  | Ticodendraceae |
|  |                |
|  | Betulaceae     |
|  |                |

|  | Myricaceae   |
|  |              |
|  | Juglandaceae |
|  |              |

|  | \| \| Ticodendraceae \| \| \| \| \| \| Betulaceae \| \| \| \| |
|  |                                                               |
|  | Casuarinaceae                                                 |
|  |                                                               |
|  | Ticodendraceae                                                |
|  |                                                               |
|  | Betulaceae                                                    |
|  |                                                               |

|  | Ticodendraceae |
|  |                |
|  | Betulaceae     |
|  |                |

|  | Myricaceae   |
|  |              |
|  | Juglandaceae |
|  |              |

|  | \| \| Ticodendraceae \| \| \| \| \| \| Betulaceae \| \| \| \| |
|  |                                                               |
|  | Casuarinaceae                                                 |
|  |                                                               |
|  | Ticodendraceae                                                |
|  |                                                               |
|  | Betulaceae                                                    |
|  |                                                               |

|  | Ticodendraceae |
|  |                |
|  | Betulaceae     |
|  |                |

|  | Myricaceae   |
|  |              |
|  | Juglandaceae |
|  |              |

|  | \| \| Ticodendraceae \| \| \| \| \| \| Betulaceae \| \| \| \| |
|  |                                                               |
|  | Casuarinaceae                                                 |
|  |                                                               |
|  | Ticodendraceae                                                |
|  |                                                               |
|  | Betulaceae                                                    |
|  |                                                               |

|  | Ticodendraceae |
|  |                |
|  | Betulaceae     |
|  |                |

|  | Myricaceae   |
|  |              |
|  | Juglandaceae |
|  |              |

|  | \| \| Ticodendraceae \| \| \| \| \| \| Betulaceae \| \| \| \| |
|  |                                                               |
|  | Casuarinaceae                                                 |
|  |                                                               |
|  | Ticodendraceae                                                |
|  |                                                               |
|  | Betulaceae                                                    |
|  |                                                               |

|  | Ticodendraceae |
|  |                |
|  | Betulaceae     |
|  |                |

Como se deduz do cladograma acima, a família Myricaceae é o grupo irmão da família Juglandaceae. A aplicação das técnicas da filogenética molecular sugere as seguintes relações entre os géneros que integram a família Myricaceae:
|  | Comptonia                                          |
|  |                                                    |
|  | \| \| Myrica \| \| \| \| \| \| Morella \| \| \| \| |
|  |                                                    |
|  | Myrica                                             |
|  |                                                    |
|  | Morella                                            |
|  |                                                    |

|  | Myrica  |
|  |         |
|  | Morella |
|  |         |

|  | Comptonia                                          |
|  |                                                    |
|  | \| \| Myrica \| \| \| \| \| \| Morella \| \| \| \| |
|  |                                                    |
|  | Myrica                                             |
|  |                                                    |
|  | Morella                                            |
|  |                                                    |

|  | Myrica  |
|  |         |
|  | Morella |
|  |         |

|  | Comptonia                                          |
|  |                                                    |
|  | \| \| Myrica \| \| \| \| \| \| Morella \| \| \| \| |
|  |                                                    |
|  | Myrica                                             |
|  |                                                    |
|  | Morella                                            |
|  |                                                    |

|  | Myrica  |
|  |         |
|  | Morella |
|  |         |

|  | Comptonia                                          |
|  |                                                    |
|  | \| \| Myrica \| \| \| \| \| \| Morella \| \| \| \| |
|  |                                                    |
|  | Myrica                                             |
|  |                                                    |
|  | Morella                                            |
|  |                                                    |

|  | Myrica  |
|  |         |
|  | Morella |
|  |         |

### Sistemática
Na classificação mais consensual, cerca de 55 espécies são geralmente aceites em Myrica, uma única espécie em Canacomyrica e outra em Comptonia:
- Canacomyrica Guillaumin 1940
- Comptonia L'Hér. ex Aiton 1789
- Myrica L. 1753 (incluindo Morella Lour. 1790)

Os géneros que integram a Myricaceae apresentam a seguinte diversidade:
- Comptonia L'Hér. ex Aiton: contém apenas uma espécie:
  - Comptonia peregrina (L.) J.M.Coult.: nativa da América do Norte.
- Canacomyrica Guillaumin: contém apenas uma espécie:
  - Canacomyrica monticola Guillaumin: esta pequena árvore (mesofanerófito) é um endemismo da Nova Caledónias, ocorrendo no sul daquela ilha desde Grande Terre e crescendo em solos derivados de rochas magmáticas do tipo ultramáfico.
- Myrica L. (sin.: Gale Duhamel incluindo, segundo alguns autores Morella Lour.): com cerca de 55 espécies, com distribuição cosmopolita nas regiões temperadas e subtropicais e nas montanhas dos trópicos, estando contudo ausente da Austrália e das regiões de climas quentes do Velho Mundo.

Alguns sistematas dividem desde 2005 o género Myrica sensu lato com base na morfologia do amento e do fruto em dois géneros: no género Myrica sensu stricto permaneceriam apenas alguns géneros, enquanto a maioria das espécies migraria para o novo género Morella Lour..

## Galeria

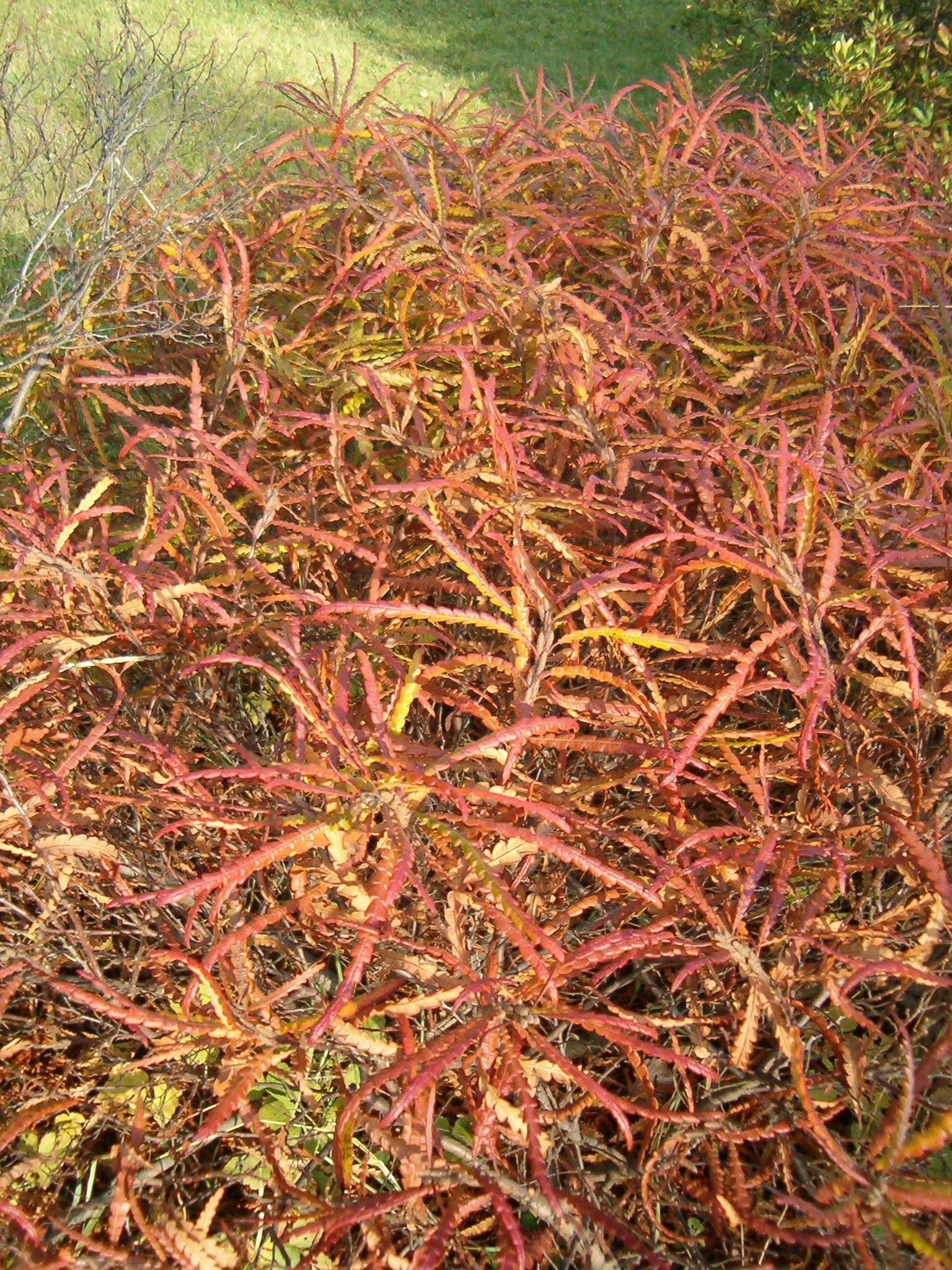
Comptonia peregrina (outono).
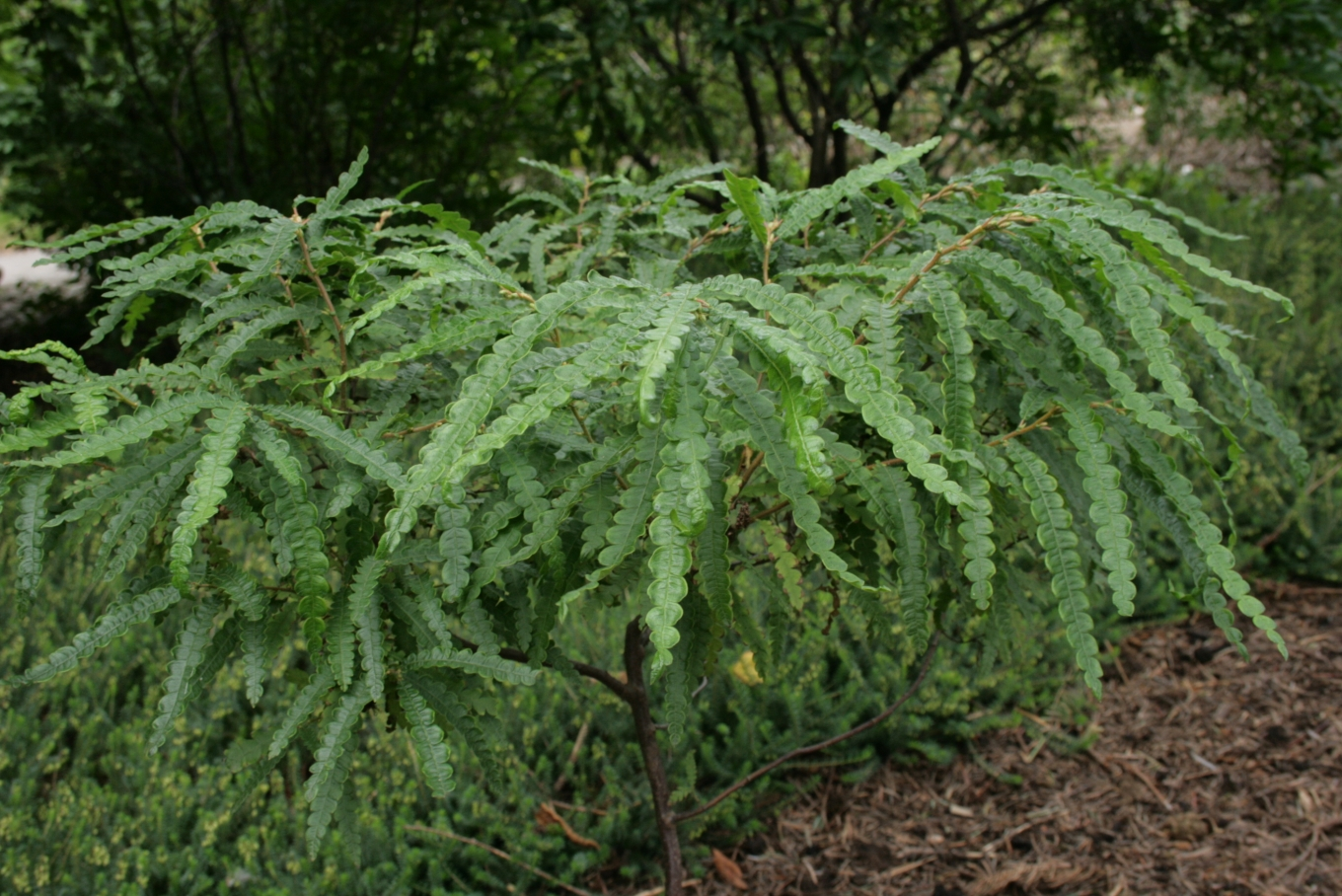
Comptonia peregrina.
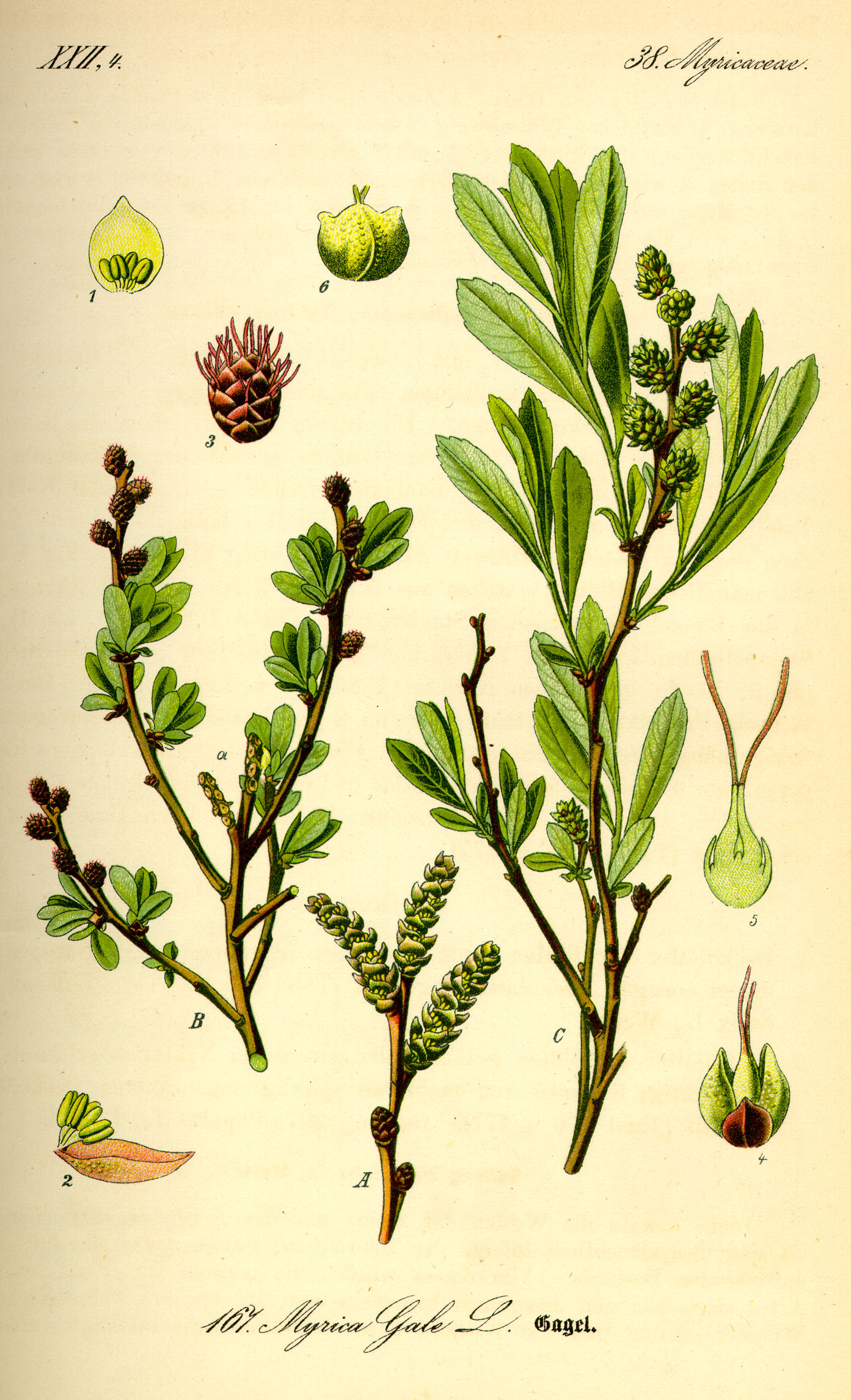
Myrica gale.
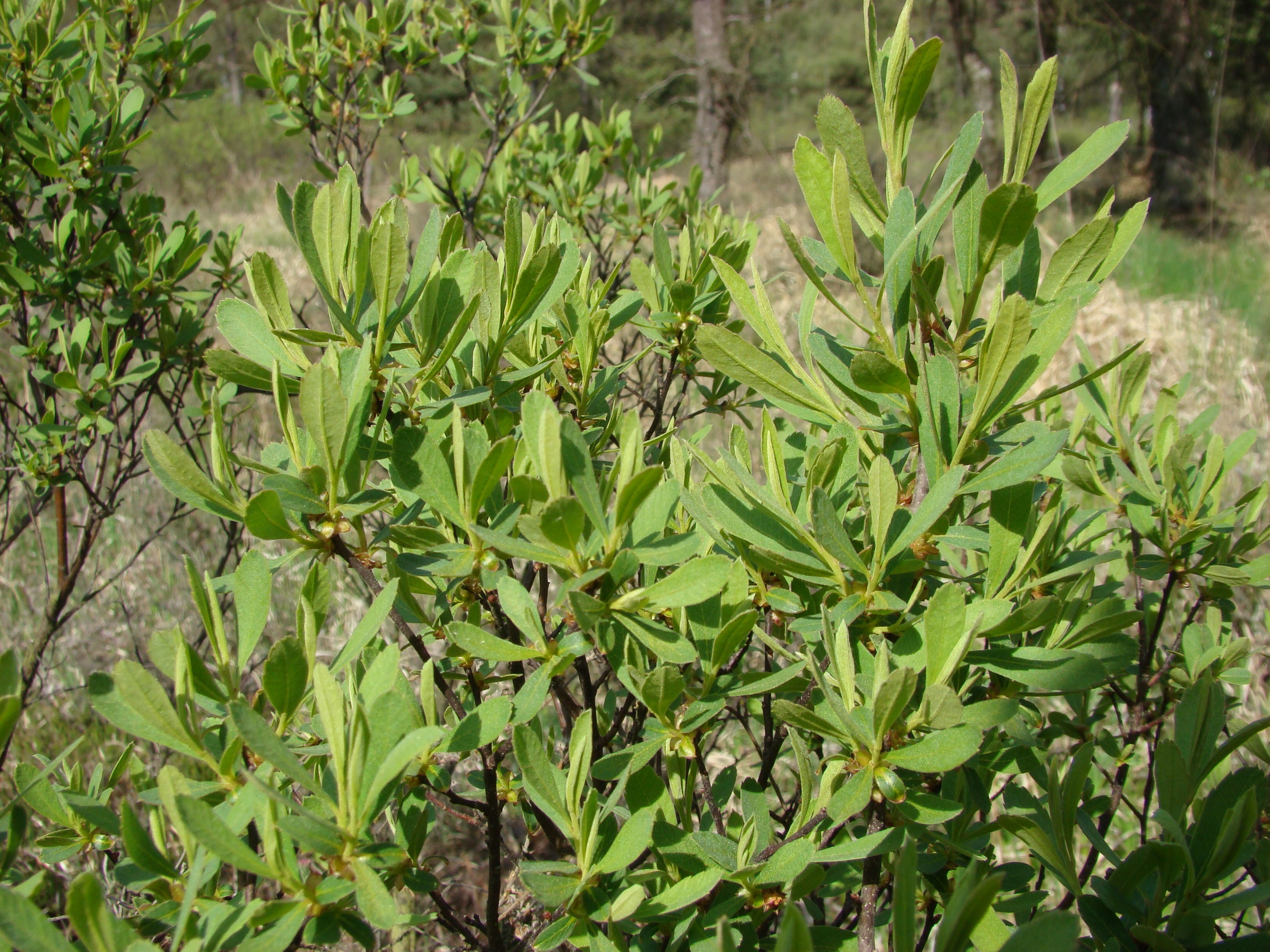
Myrica gale (folhagem).
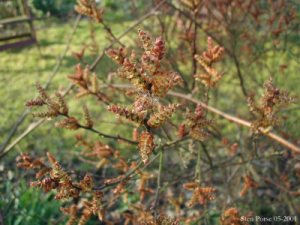
Myrica gale (infrutescências).
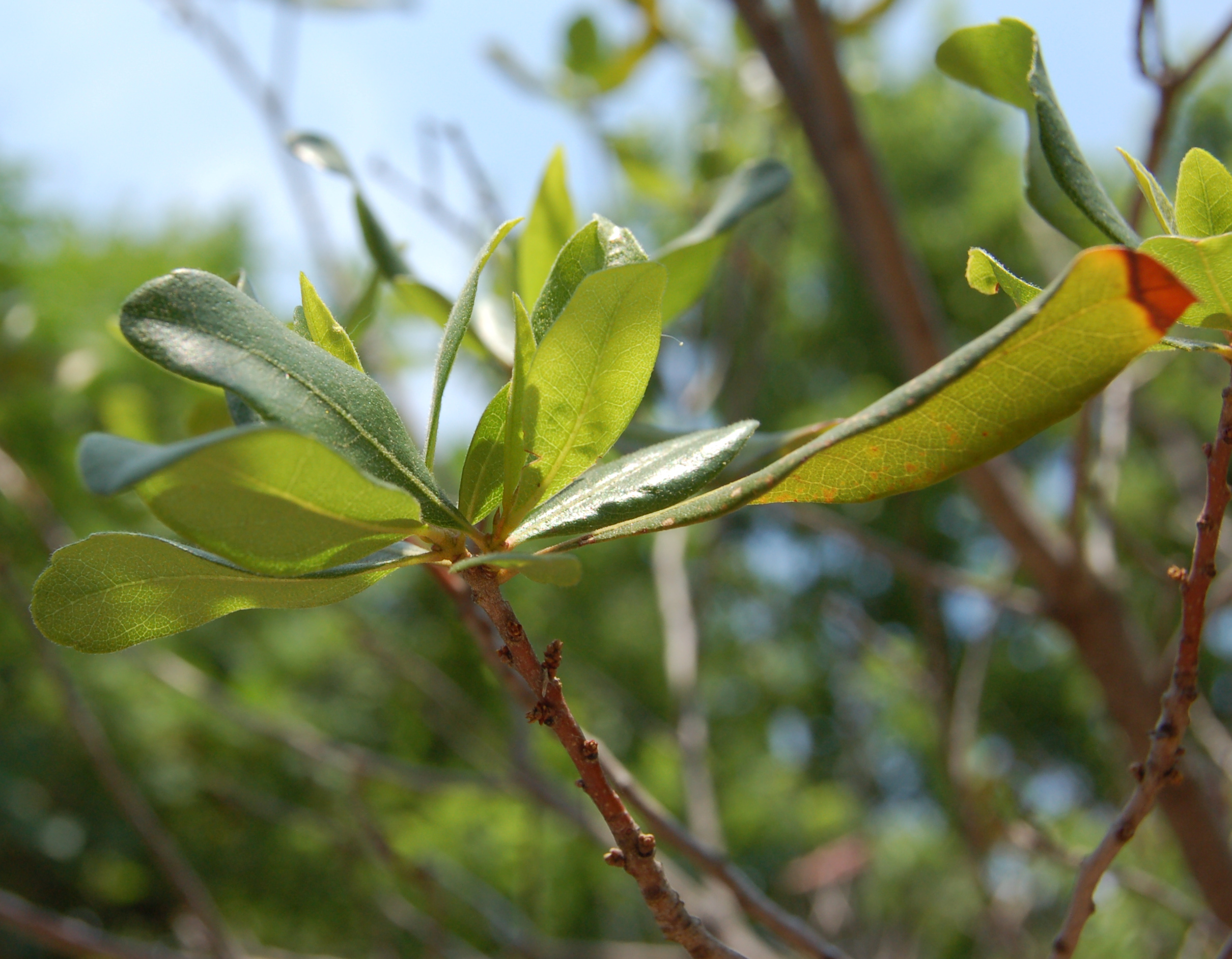
Morella pensylvanica.
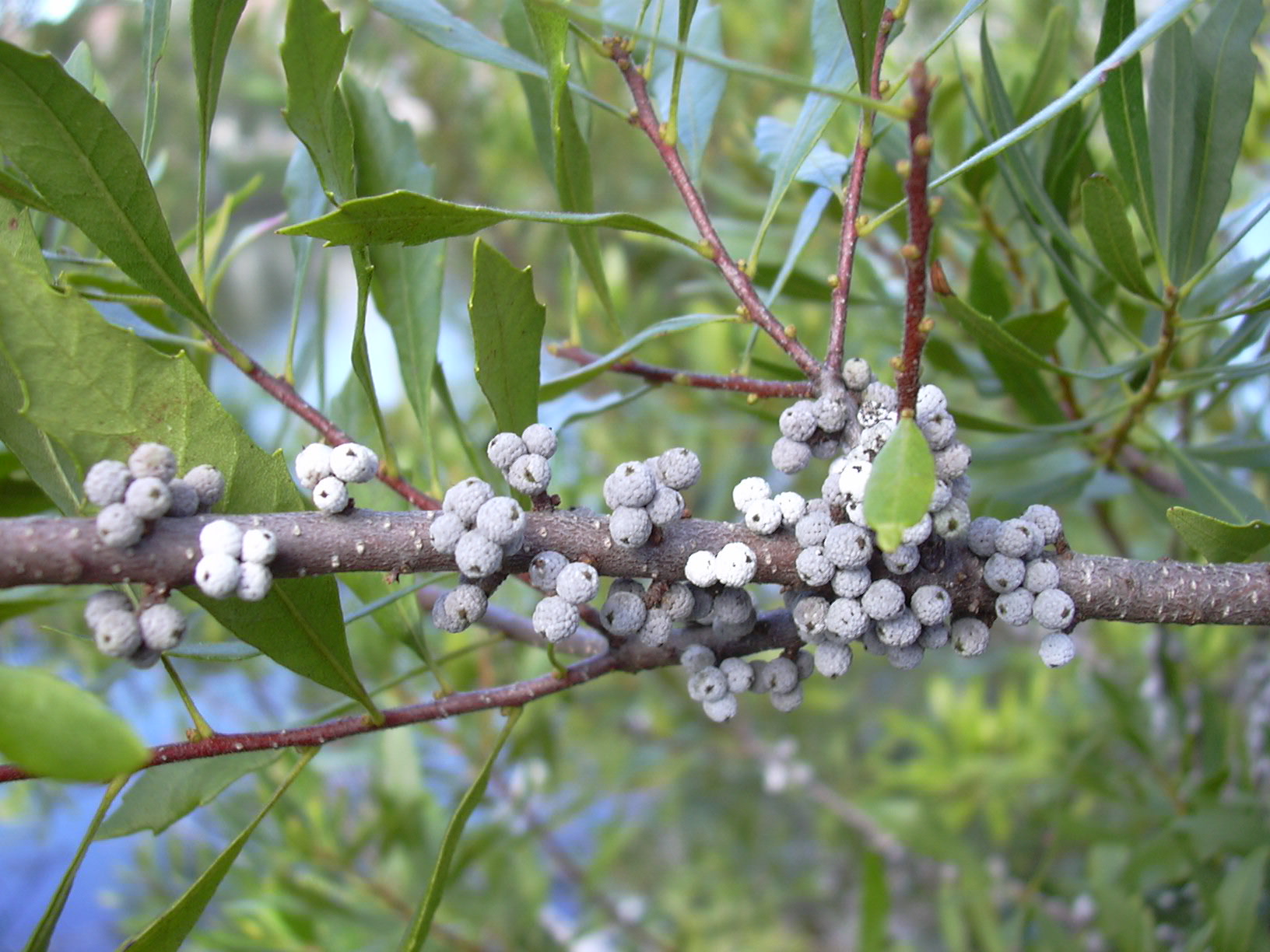
Morella cerifera.